# Karl Ernst Nipkow

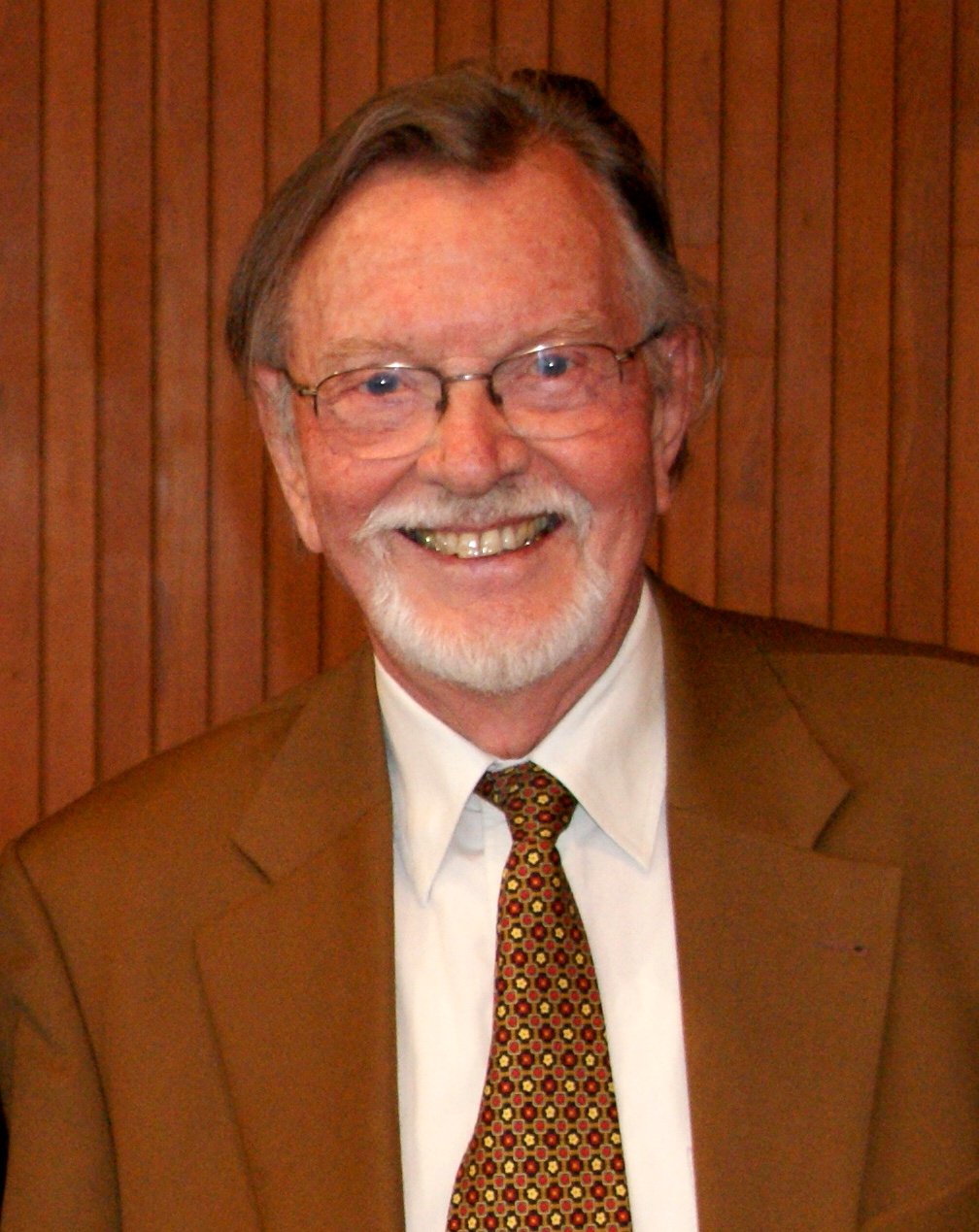
Karl Ernst Nipkow, 2010

Karl Ernst Nipkow (* 19. Dezember 1928 in Bielefeld; † 13. Februar 2014 in Marburg) war ein deutscher Theologe, Religionspädagoge und Erziehungswissenschaftler.

## Leben
Nipkow studierte Evangelische Theologie und Pädagogik in Heidelberg und Marburg und wurde im Jahr 1959 an der Universität Marburg mit einer Arbeit über Individualität als pädagogisches Problem bei Pestalozzi, Humboldt und Schleiermacher zum Dr. phil. promoviert. Anschließend arbeitete er als Gymnasiallehrer. Von 1961 bis 1965 war er Lehrbeauftragter an der Universität Marburg. Von 1965 bis 1968 lehrte er als Professor für Pädagogik an der PH Hannover. 1968 wurde er zum Professor für Praktische Theologie an der Evangelisch-Theologischen Fakultät der Universität Tübingen berufen. 1994 wurde er emeritiert, meldete sich aber weiterhin zu aktuellen Fragestellungen der Bildung und Religionspädagogik durch Vorträge oder Veröffentlichungen zu Wort.
Nipkow hatte neben seiner Professur mehrere Ehrenämter inne: so war er langjähriges Mitglied der Synode der Evangelischen Kirche in Deutschland (EKD) und Vorsitzender der EKD-Kammer für Bildung und Erziehung.
Nipkow hat mehrere teilweise mehrbändige Bücher und Aufsätze zur Religionspädagogik und zur „Bildung in einer pluralen Welt“ verfasst und „die Religionspädagogik der letzten Jahrzehnte [in Deutschland] maßgeblich beeinflußt“.
Zu seinen Schülern gehören u. a. der Tübinger Religionspädagoge Friedrich Schweitzer und die Koblenzer Professorin und Leiterin des Pädagogisch-Theologischen Instituts Bonn Ulrike Baumann.
Die Beerdigung fand in der Friedhofskapelle Ockershäuser Allee in Marburg statt.

## Veröffentlichungen (Auswahl)
- Erwachsenwerden ohne Gott? Gotteserfahrung im Lebenslauf, 4. Auflage, Kaiser, München 1992, ISBN 3-459-01672-8.
- Bildung in einer pluralen Welt, Gütersloh: Kaiser, Gütersloher Verlags-Haus
  - Band 1: Moralpädagogik im Pluralismus (1998) ISBN 3-579-00404-2.
  - Band 2: Religionspädagogik im Pluralismus (1998) ISBN 3-579-00405-0.

- Grundfragen der Religionspädagogik, Gütersloh: Gütersloher Verlagshaus Mohn
  - Band 1: Gesellschaftliche Herausforderungen und theoretische Ausgangspunkte (1975) (Gütersloher Taschenbücher; 105), ISBN 3-579-03805-2.
  - Band 2: Das pädagogische Handeln der Kirche (1975) (Gütersloher Taschenbücher; 106), ISBN 3-579-03806-0.
  - Band 3: Gemeinsam leben und glauben lernen (1982) (Gütersloher Taschenbücher; 756), ISBN 3-579-00756-4.

- Pädagogik und Religionspädagogik zum neuen Jahrhundert, Gütersloher-Verlagshaus, Gütersloh, 3 Bände 2005 bis 2010
  - Band 1: Bildungsverständnis im Umbruch; Religionspädagogik im Lebenslauf; Elementarisierung, 2005, ISBN 978-3-579-05221-2.
  - Band 2: Christliche Pädagogik und interreligiöses Lernen – Friedenserziehung – Religionsunterricht und Ethikunterricht, 2005, ISBN 978-3-579-05222-9.
  - Band 3: Gott in Bedrängnis? Zur Zukunftsfähigkeit von Religionsunterricht, Schule und Kirche, 2010, ISBN 978-3-579-08113-7.

- Der schwere Weg zum Frieden. Geschichte und Theorie der Friedenspädagogik von Erasmus bis zur Gegenwart. Gütersloher Verlagshaus, Gütersloh 2007.